# Brussels Black Angels
I Brussels Black Angels sono una squadra di football americano di Bruxelles, in Belgio.
Fondati nel 1987 come Waterloo All Stars, nel 1989 si spostarono a Woluwe-Saint-Lambert divenendo Brussels Angels; nell'ottobre 2002 presero il nome attuale. Hanno conquistato per 5 volte il Belgian Bowl (giocandolo 12 volte).

## Dettaglio stagioni

### Campionato

#### BFL/BAFL/BAFL Elite
| Stagione | regular season | regular season | regular season | regular season | regular season | regular season | playoff | playoff | playoff | playoff | playoff | playoff      | playoff          |
|          | Vin            | Par            | Per            | Tot            | PF             | PS             | Vin     | Per     | Tot     | PF      | PS      | risultato    | avversaria       |
| -------- | -------------- | -------------- | -------------- | -------------- | -------------- | -------------- | ------- | ------- | ------- | ------- | ------- | ------------ | ---------------- |
| 2014     | 7              | 0              | 1              | 8              | 226            | 66             | 1       | 1       | 2       | 54      | 19      | Semifinale   | Brussels Tigers  |
| 2015     | 7              | 0              | 0              | 7              | 295            | 19             | 2       | 0       | 2       | 27      | 14      | Campioni     | Brussels Tigers  |
| 2016     | 6              | 0              | 0              | 6              | 219            | 29             | 1       | 1       | 2       | 64      | 16      | Belgian Bowl | Ostend Pirates   |
| 2017     | 7              | 0              | 0              | 7              | 297            | 8              | 2       | 0       | 2       | 89      | 26      | Campioni     | Brussels Tigers  |
| 2018     | 7              | 0              | 0              | 7              | 300            | 52             | 2       | 0       | 2       | 84      | 16      | Campioni     | Limburg Shotguns |
| 2019     | 7              | 0              | 0              | 7              | 317            | 38             | 2       | 0       | 2       | 91      | 20      | Campioni     | Limburg Shotguns |
| 2020     | 2              | 0              | 0              | 2              | 65             | 0              | -       | -       | -       | -       | -       | -            | -                |
| 2021     | 3              | 0              | 1              | 4              | 109            | 41             | 1       | 1       | 2       | 19      | 58      | Belgian Bowl | Limburg Shotguns |
| Totale   | 46             | 0              | 2              | 48             | 1828           | 253            | 11      | 3       | 14      | 428     | 169     |              |                  |

Fonti: Enciclopedia del Football - A cura di Roberto Mezzetti

#### BAFL Development League
| Stagione | regular season | regular season | regular season | regular season | regular season | regular season | playoff | playoff | playoff | playoff | playoff | playoff   | playoff    |
|          | Vin            | Par            | Per            | Tot            | PF             | PS             | Vin     | Per     | Tot     | PF      | PS      | risultato | avversaria |
| -------- | -------------- | -------------- | -------------- | -------------- | -------------- | -------------- | ------- | ------- | ------- | ------- | ------- | --------- | ---------- |
| 2019     | 4              | 1              | 1              | 6              | 178            | 67             | -       | -       | -       | -       | -       | -         | -          |
| 2020     | 0              | 0              | 0              | 0              | 0              | 0              | -       | -       | -       | -       | -       | -         | -          |
| Totale   | 4              | 1              | 1              | 6              | 178            | 67             | -       | -       | -       | -       | -       |           |            |

Fonti: Enciclopedia del Football - A cura di Roberto Mezzetti

### Tornei internazionali

#### Euro Cup
| Stagione | regular season | regular season | regular season | regular season | regular season | regular season | playoff | playoff | playoff | playoff | playoff | playoff   | playoff    |
|          | Vin            | Par            | Per            | Tot            | PF             | PS             | Vin     | Per     | Tot     | PF      | PS      | risultato | avversaria |
| -------- | -------------- | -------------- | -------------- | -------------- | -------------- | -------------- | ------- | ------- | ------- | ------- | ------- | --------- | ---------- |
| 1997     | 0              | 0              | 1              | 1              | 28             | 50             | -       | -       | -       | -       | -       | -         | -          |
| 1998     | 0              | 0              | 2              | 2              | 12             | 81             | -       | -       | -       | -       | -       | -         | -          |
| Totale   | 0              | 0              | 3              | 3              | 40             | 131            | -       | -       | -       | -       | -       |           |            |

Fonti: Sito Eurobowl.info Archiviato il 19 ottobre 2017 in Internet Archive.

#### GFLI Atlantic Cup
| Stagione | regular season | regular season | regular season | regular season | regular season | regular season | playoff | playoff | playoff | playoff | playoff | playoff   | playoff          |
|          | Vin            | Par            | Per            | Tot            | PF             | PS             | Vin     | Per     | Tot     | PF      | PS      | risultato | avversaria       |
| -------- | -------------- | -------------- | -------------- | -------------- | -------------- | -------------- | ------- | ------- | ------- | ------- | ------- | --------- | ---------------- |
| 2016     | -              | -              | -              | -              | -              | -              | 2       | 0       | 2       | 60      | 12      | Campioni  | Groningen Giants |
| Totale   | -              | -              | -              | -              | -              | -              | 2       | 0       | 2       | 60      | 12      |           |                  |

Fonti: Sito Eurobowl.info Archiviato il 19 ottobre 2017 in Internet Archive.

#### BeNeLux Big Five Division
| Stagione | regular season | regular season | regular season | regular season | regular season | regular season | playoff | playoff | playoff | playoff | playoff | playoff    | playoff           |
|          | Vin            | Par            | Per            | Tot            | PF             | PS             | Vin     | Per     | Tot     | PF      | PS      | risultato  | avversaria        |
| -------- | -------------- | -------------- | -------------- | -------------- | -------------- | -------------- | ------- | ------- | ------- | ------- | ------- | ---------- | ----------------- |
| 1999     | 3              | 0              | 3              | 6              | 90             | 78             | 0       | 1       | 1       | 14      | 32      | Semifinale | Rotterdam Trojans |
| 2000     | 1              | 0              | 3              | 4              | 52             | 83             | 0       | 1       | 1       | 0       | 24      | Semifinale | Antwerp Diamonds  |
| Totale   | 4              | 0              | 6              | 10             | 142            | 161            | 0       | 2       | 2       | 14      | 56      |            |                   |

Fonti: Sito Eurobowl.info Archiviato il 19 ottobre 2017 in Internet Archive.

## Riepilogo fasi finali disputate
| Anno              | Luogo      | Evento                    | Fase del torneo | Incontro                                 | Risultato     |
| 23 maggio 1999    |            | BeNeLux Big Five Division | Semifinale      | Rotterdam Trojans - Brussels Angels      | 32 - 14       |
| 21 maggio 2000    | Bruxelles  | BeNeLux Big Five Division | Semifinale      | Brussels Angels - Antwerp Diamonds       | 0 - 24        |
| 15 giugno 2014    | Evere      | BFL                       | Semifinale      | Brussels Tigers - Brussels Black Angels  | 7 - 3         |
| 27 giugno 2015    | Belsele    | BAFL                      | Belgian Bowl    | Brussels Black Angels - Brussels Tigers  | 13 - 8        |
| 26 giugno 2016    | Belsele    | BAFL                      | Belgian Bowl    | Brussels Black Angels - Ostend Pirates   | 15 - 16       |
| 25 settembre 2016 | Dudelange  | GFLI Atlantic Cup         | Finale          | Brussels Black Angels - Groningen Giants | 47 - 0        |
| 1º luglio 2017    | Beringen   | BAFL Elite Division       | Belgian Bowl    | Brussels Black Angels - Brussels Tigers  | 27 - 20       |
| 30 giugno 2018    | Beringen   | BAFL Elite Division       | Belgian Bowl    | Brussels Black Angels - Limburg Shotguns | 50 - 0        |
| 30 giugno 2019    | Schaerbeek | BAFL Elite Division       | Belgian Bowl    | Brussels Black Angels - Limburg Shotguns | 40 - 20       |
| 27 novembre 2021  | Beringen   | BAFL Elite Division       | Belgian Bowl    | Limburg Shotguns - Brussels Black Angels | 50 - 0 d.g.s. |

## Palmarès

### Titoli nazionali
- 5 Belgian Bowl (2003, 2015, 2017, 2018, 2019)
- 3 Campionati juniores (2006-2008)

### Titoli internazionali
- 1 GFL International Atlantic Cup (2016)